# Tsuyoshi Abe
Tsuyoshi Abe (阿部力 Abe Tsuyoshi?, n. 13 de febrero de 1982) es un actor chino de origen japonés. Es popular por su papel de Mimasaka Akira en la serie de televisión Hana Yori Dango.

## Vida personal
Nació bajo el nombre de Li Dong Dong (李冬冬) el 13 de febrero de 1982 en Heilongjiang, China. Tiene ascendencia japonesa por parte de su abuela y puede hablar perfecto mandarín y japonés. Desde los 18, pasó un año en la Academia de Cine de Pekín. En 2009 contrajo matrimonio con la actriz china Shi Ke.

## Comerciales
- Toyota (2004)
- Yamaha Vino (2004)
- So Nice Clothing (2002)
- HSBC Bank (2002)

## Filmografía

### Televisión
- Konkatsu Keiji (NTV-YTV / 2015) - Takashi Inoue (ep.4)
- Mozu Season 1 | Mozu Season 1 - Mozu no Sakebu Yoru (TBS / 2014) - Satoru Muranishi
- White Lab | Howaito Rabo - Keishicho Tokubetsu Kagaku Sosahan (TBS / 2014) - Minoru Aizawa (ep.2)
- Sanbiki no Ossan (TV Tokyo / 2014) - Nishimoto (ep.3)
- Becoming a Doctor at Age 37 | 37-sai de Isha ni Natta Boku ~Kenshui Junjo Monogatari~ (Fuji TV / 2012) - Satoshi Hayashida (ep.4-5,7)
- Sousa Chizu no Onna (TV Asahi / 2012) - Katsumi Mochizuki
- Detective Kurokawa Suzuki | Deka Kurokawa Suzuki (NTV / 2012) - Masaki (ep.2)
- Tsuki no Koibito ~Moon Lovers~ (Fuji TV / 2010)
- Mirai koshi Meguru (TV Asahi / 2008)
- Giragira | Giragira (TV Asahi / 2008) - Eiji
- Mop Girl | Moppu Garu (TV Asahi / 2007) - ep.10
- Near Death (2007)
- Hana Yori Dango Returns (TBS / 2007)
- Kikujiro and Saki 3 (TV Asahi / 2007)
- At the Soul of an Actor (2006) | Yakusha damashii! (Fuji TV / 2006)
- Hana Yori Dango (TBS / 2005) - Akira Mimasaka

### Cine
- Assassination Classroom: Graduation (2016)
- The Incite Mill (2010)
- Zebraman 2: Attack on Zebra City (2010)
- Hana Yori Dango Final (2008)
- Big Stan (2007)
- Stand In Love (不完全恋人) (2007)
- Inugoe – Shiawase no Nikudama (イヌゴエ 幸せの肉球) (2006)
- 7 Gatsu 24 Nichi Toori no Christmas (7月24日通りのクリスマス) (2006)
- Rough (2006)
- Catch – Guo Shi Wu Shuang (國士無雙) (2006)
- Initial D (2005)
- Daiteiden no Yoru ni (大停電の夜に) (2005)
- Public Toilet (2000)

### Especiales de televisión
- Aji Ichimonme SP (TV Asahi / 2011)
- Goro's Bar (TBS / 2009)
- Yume wo Kanaeru Zo SP (NTV / 2008)
- Sensei wa Erai! (NTV / 2008)
- Miracle Voice (TBS / 2008)